# Don't Get Me Wrong
Don't Get Me Wrong is een nummer van de Brits-Amerikaanse band The Pretenders. Het is de eerste single van hun vierde studioalbum Get Close uit 1986. Op 5 augustus dat jaar werd het nummer eerst in Europa op single uitgebracht. Op 23 september volgden de VS, Canada, Australië en Nieuw-Zeeland.

## Achtergrond
In dit nummer beschrijft Chrissie Hynde de complexiteit van liefde vanuit een vrouwelijk perspectief. De tekst wordt beschreven vanuit een vrouw wier stemming zo veranderlijk is als het weer (vandaar ook de vele weersreferenties in de tekst), en is een waarschuwing aan haar man dat hij daarvan niet opgewonden moet raken.
"Don't Get Me Wrong" werd in een aantal landen een hit. In het Verenigd Koninkrijk werd de 10e positie bereikt in de UK Singles Chart. In Australië werd de 8e positie bereikt, Nieuw-Zeeland de 11e, de VS de 10e, Canada de 14e, Duitsland de 45e en Italië de 47e positie.
In Nederland was de plaat op zondag 12 oktober 1986 de 145e Speciale Aanbieding bij de KRO op Radio 3 en werd een radiohit in de destijds twee landelijke hitlijsten op de nationale publieke popzender. De plaat bereikte de 25e positie in de Nationale Hitparade en piekte op de 19e positie in de Nederlandse Top 40. In de Europese hitlijst op Radio 3, de TROS Europarade, werd de 16e positie bereikt.
In België bereikte de plaat de 10e positie in de Vlaamse Radio 2 Top 30 en piekte op een 8e positie in de voorloper van de Vlaamse Ultratop 50. In Wallonië werd géén notering behaald.
In de sinds december 1999 jaarlijks uitgezonden NPO Radio 2 Top 2000 van de Nederlandse publieke radiozender NPO Radio 2, stond de plaat alleen in 1999 en 2001 genoteerd, met als hoogste notering een 1432e positie in 1999.

## NPO Radio 2 Top 2000
| Nummer met noteringen in de NPO Radio 2 Top 2000 | '99  | '00 | '01  |
| ------------------------------------------------ | ---- | --- | ---- |
| Don't Get Me Wrong                               | 1432 | -   | 1745 |

1. ↑  Een '-' betekent dat het nummer niet was genoteerd en een vetgedrukt getal geeft de hoogste notering aan.
2. ↑  Deze tabel is bijgewerkt tot en met de laatste editie (2024).